# Bahnstrecke Schiltach–Schramberg
| |                                     |                              |                              |
| Streckennummer (DB): | 4252                                |                              |                              |
| Kursbuchstrecke (DB): | 302f (1958)                         |                              |                              |
| Kursbuchstrecke: | 325d (1939) 304h (1944) 302q (1946) |                              |                              |
| Streckenlänge: | 8,95 km                             |                              |                              |
| Spurweite: | 1435 mm (Normalspur)                |                              |                              |
| Maximale Neigung: | 1:50 = 20 ‰                         |                              |                              |
| Minimaler Radius: | 100 m                               |                              |                              |
| Streckengeschwindigkeit: | 20 km/h                             |                              |                              |
| |                                     |                              |                              |
| \| \| \| von Hausach \| \| \| \| 0,000 \| Schiltach \| Schiltach \| \| \| \| nach Eutingen im Gäu \| \| \| \| 0,270 \| Kinzig (50 m) \| Kinzig (50 m) \| \| \| 0,330 \| Kirchbergtunnel (274 m) \| Kirchbergtunnel (274 m) \| \| \| 0,950 \| Schiltach Stadt \| Schiltach Stadt \| \| \| 1,70 \| Reichenbächle \| Reichenbächle \| \| \| 2,30 \| Schiltach \| Schiltach \| \| \| 3,10 \| Flutdurchlass \| Flutdurchlass \| \| \| 4,110 \| Hinterlehengericht \| Hinterlehengericht \| \| \| 4,60 \| Schiltach \| Schiltach \| \| \| 5,00 \| Kienbach \| Kienbach \| \| \| 5,40 \| Kienbächle \| Kienbächle \| \| \| 6,20 \| Bach \| Bach \| \| \| 6,70 \| Finsterbach \| Finsterbach \| \| \| 7,50 \| Schiltach \| Schiltach \| \| \| \| Rappenfelsen (ab 1908) \| \| \| \| 8,755 \| Schramberg \| Schramberg \| \| \| 8,950 \| Schramberger Majolika-Fabrik \| Schramberger Majolika-Fabrik \| |                                     |                              |                              |
| Strecke |                                     | von Hausach                  | von Hausach                  |
| Bahnhof | 0,000                               | Schiltach                    | Schiltach                    |
| Abzweig ehemals geradeaus und nach links |                                     | nach Eutingen im Gäu         | nach Eutingen im Gäu         |
| Brücke über Wasserlauf (Strecke außer Betrieb) | 0,270                               | Kinzig (50 m)                | Kinzig (50 m)                |
| Tunnel (Strecke außer Betrieb) | 0,330                               | Kirchbergtunnel (274 m)      | Kirchbergtunnel (274 m)      |
| Haltepunkt / Haltestelle (Strecke außer Betrieb) | 0,950                               | Schiltach Stadt              | Schiltach Stadt              |
| Brücke über Wasserlauf (Strecke außer Betrieb) | 1,70                                | Reichenbächle                | Reichenbächle                |
| Brücke über Wasserlauf (Strecke außer Betrieb) | 2,30                                | Schiltach                    | Schiltach                    |
| Brücke über Wasserlauf (Strecke außer Betrieb) | 3,10                                | Flutdurchlass                | Flutdurchlass                |
| Haltepunkt / Haltestelle (Strecke außer Betrieb) | 4,110                               | Hinterlehengericht           | Hinterlehengericht           |
| Brücke über Wasserlauf (Strecke außer Betrieb) | 4,60                                | Schiltach                    | Schiltach                    |
| Brücke über Wasserlauf (Strecke außer Betrieb) | 5,00                                | Kienbach                     | Kienbach                     |
| Brücke über Wasserlauf (Strecke außer Betrieb) | 5,40                                | Kienbächle                   | Kienbächle                   |
| Brücke über Wasserlauf (Strecke außer Betrieb) | 6,20                                | Bach                         | Bach                         |
| Brücke über Wasserlauf (Strecke außer Betrieb) | 6,70                                | Finsterbach                  | Finsterbach                  |
| Brücke über Wasserlauf (Strecke außer Betrieb) | 7,50                                | Schiltach                    | Schiltach                    |
| Haltepunkt / Haltestelle (Strecke außer Betrieb) |                                     | Rappenfelsen (ab 1908)       | Rappenfelsen (ab 1908)       |
| Bahnhof (Strecke außer Betrieb) | 8,755                               | Schramberg                   | Schramberg                   |
| | 8,950                               | Schramberger Majolika-Fabrik | Schramberger Majolika-Fabrik |

Die Bahnstrecke Schiltach–Schramberg war eine Nebenbahn in Baden-Württemberg. Sie führte im Schwarzwald von Schiltach nach Schramberg.

## Geschichte
Mit den Planungen zur Schwarzwaldbahn wurde auch die Trassenführung über das Schiltachtal, die sogenannte Schiltachlinie, in Betracht gezogen. Diese wäre wesentlich günstiger gewesen als die letztendlich ausgeführte Sommeraulinie, nur konnte man sich damals im badischen Landtag nicht vorstellen, eine Bahn über das württembergische Ausland, nämlich über das Gebiet der Stadt Schramberg, zu führen. Dem badischen Oberbaurat Robert Gerwig ist letztendlich die Gebirgsbahn über die Sommeraulinie zu verdanken, so wie sie heute existiert.
Die Idee des Bahnanschlusses kam aber nicht mehr zum Erliegen. Als im Jahre 1886 die Strecken Hausach–Schiltach und Eutingen im Gäu–Schiltach vollendet wurden, bot sich ein Bahnanschluss von Schiltach aus nach Schramberg an. Karl von Leibbrand, Ehrenbürger der Stadt Schramberg und Abgeordneter im Landtag in Stuttgart, setzte sich vehement für den Bau einer Bahn nach Schramberg ein.
Im Jahre 1885 verhandelten Industrie, Gemeinde und Land über die Finanzierung. Die Stadt bot 12.000 Mark, die Industrie bot 50.000 Mark als Zuschuss für die Bahn. Die Schramberger Majolika-Fabrik stellte unentgeltlich den Bauplatz für den Endbahnhof Schramberg zur Verfügung. Das Land wollte aber eine zur Verfügung gestellte Summe von 120.000 Mark, um einen garantierten Überschuss von jährlich 19.000 Mark zu erzielen.
Die Forderungen des Landes wurden akzeptiert und so wurde am 5. Mai 1887 im Stuttgarter Landtag beschlossen, die Strecke zu bauen. Die formelle Baugenehmigung erfolgte ebendort am 28. Juni 1889. Der Bau erfolgte von Schramberg aus und wurde nur vom württembergischen Staat finanziert, obwohl fast sieben von neun Kilometern der Strecke auf badischem Gebiet lagen. Wie bei Nebenbahnen üblich, wurden auch die (württembergischen) Gemeinden zur Teilfinanzierung herangezogen.
Eine Forderung des Großherzogtums Baden an den Bauträger Württemberg war der zur Auflage gemachte Bau des Kirchbergtunnels. Einer Trassenführung entlang des Kirchbergs, an der Schiltacher Vorstadt vorbei und entlang der Bachstraße wurde aus topographischen und städtebaulichen Gründen nicht zugestimmt. Bis zur Fertigstellung der gesamten Trassenführung verteuerten sich die ursprünglich veranschlagten Baukosten um 90 % auf insgesamt 1,6 Millionen Mark.
Im Jahre 1891 wurde mit dem Bau begonnen, am 8. Oktober 1892 wurde die Strecke eröffnet. Auf dem Gelände der heutigen Grünanlage zwischen „Treffpunkt“ und „Friedrich-Grohe-Halle“ wurde der Haltepunkt „Schiltach Stadt“ eingerichtet. Der Haltepunkt Rappenfelsen bei der Schramberger Uhrenfabrik Meyer & Söhne ging erst 1908 nachträglich in Betrieb, im Kursbuch von 1939 ist er aber schon nicht mehr aufgeführt. Der Haltepunkt Hinterlehengericht erhielt 1929 ein Stationsgebäude, ein zusätzliches Anschlussgleis zweigte seither dort zur neuen Junghans-Fabrik ab, es wurde vom Unternehmen selbst finanziert. In den Jahren 1933 bis 1945 war die Strecke schließlich auch für die Rüstungsindustrie von Bedeutung.
Zu Beginn der 1900er Jahre gab es bereits Pläne zur Verlängerung bis Rottweil. Die vorgeschlagene Strecke sollte von Schramberg über Amtlehen, Kirnbach, Sulgen-Sulgau, Aichhalden und Dunningen führen. Zwischen Schramberg und Kirnbach hätten drei Tunnel gebaut werden müssen. Die Steigung sollte von Schramberg bis Aichhalden maximal 4 % betragen. Allerdings wurde das Projekt nicht weiterverfolgt.
Aufgrund der teilweise sehr engen und kurvigen Trassierung war die Höchstgeschwindigkeit von Anfang an auf 20 km/h beschränkt. Daher war die Verbindung – besonders im Personenverkehr – in den späteren Jahren relativ langsam und unattraktiv; der damalige Bahnbusverkehr wurde zunehmend zur Konkurrenz. Im Güterverkehr jedoch waren keine Einbußen zu verzeichnen, dieser rechnete sich nach wie vor. Bedeutsam war dieser vor allem für die Schramberger Majolika-Fabrik, die Uhrenfabrik Junghans und die Hamburg-Amerikanische Uhrenfabrik (HAU).
Ab 1953 wurden im Personenverkehr Uerdinger Schienenbusse eingesetzt. Bei der Eröffnung waren es Lokomotiven der Württembergischen Gattung B, die zum Einsatz kamen, später dann u. a. Württembergische Tn. Die letzte Dampflokomotive auf der Strecke verkehrte am 28. September 1974.
Am 23. November 1959 wurde der Personenverkehr und am 6. April 1990 nach einem Dammrutsch der Güterverkehr eingestellt. Die offizielle Stilllegung erfolgte am 31. Oktober 1991. Im Juni 1992 wurden die Gleise nahezu vollständig entfernt.

## Relikte

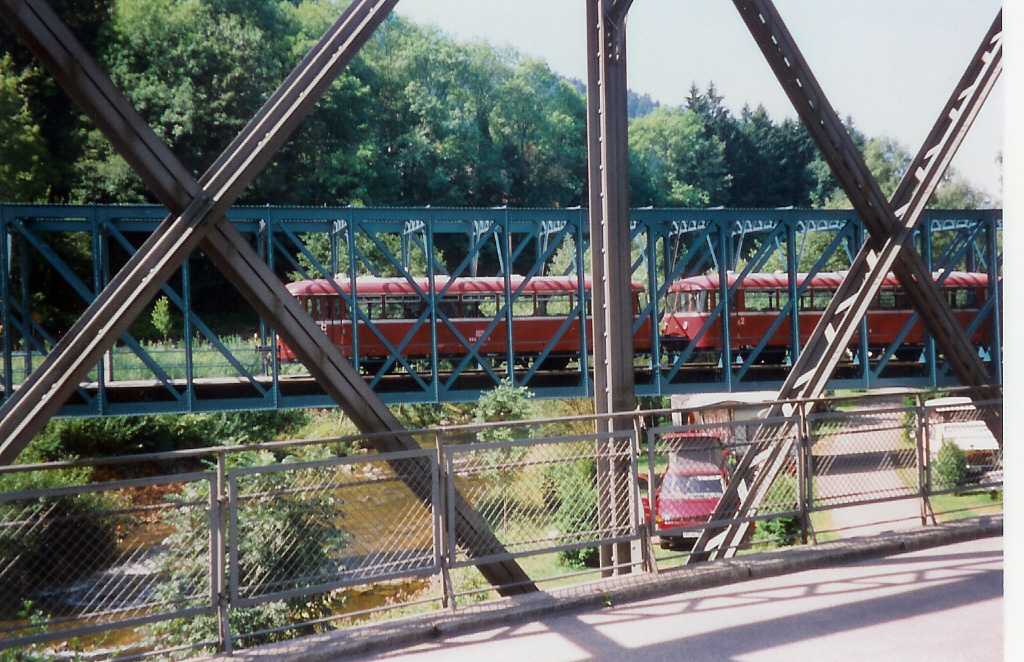
Die Bahnhofsbrücke in Schiltach mit dem VT 98 als Denkmal, damals noch auf der Brücke

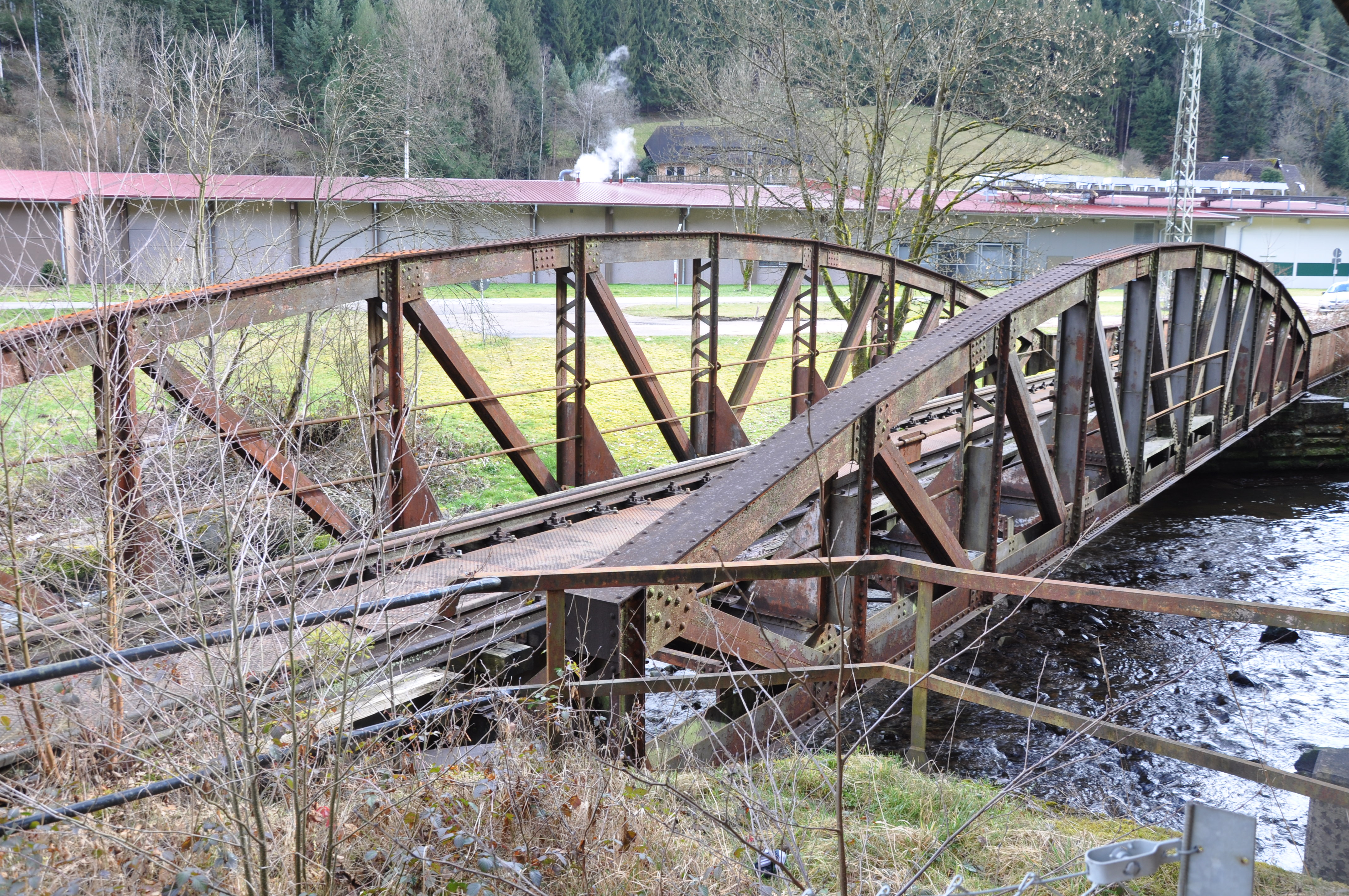
Brücke Sommerwiese

Folgende Reste der Strecke sind heute noch vorhanden:
- Obere Bahnhofsbrücke
- Kirchbergtunnel
- Brücke Sommerwiese
- Bahnwärterhaus Hinterlehengericht

Das markanteste Relikt der Strecke ist wohl die von der Stadt Schiltach gepflegte Anlage obere Bahnhofsbrücke, seit 2014 Bahnpunkt Schiltach, wo auf dem Abzweig der Strecke ein Schienenbus der Baureihe VT 98.9 mit Steuer- und Beiwagen steht. Es wurde eine bahnhofsähnliche Situation mit Überdachung hergestellt. Zusammen mit dem alten Stellwerk und der eigentlichen oberen Bahnhofsbrücke stellt das Ganze ein kleines Museum dar. 2013 wurden die Fahrzeuge (798 726, 996 742 und 998 094) in Duisburg überholt. Die obere Bahnhofsbrücke ist als 50 Meter lange und sechs Meter hohe Parallelgurtbrücke mit untenliegender Fahrbahntrasse und doppeltem Fachwerk nach dem System Linville in Metallausführung eine Seltenheit. In Süddeutschland ist diese Bauart nur hier anzutreffen. Es gibt fünf größere Beispiele dieser Art, die Schiltacher Brücke ist aber die einzige, die unverändert und im Original erhalten blieb.
Der Kirchbergtunnel wurde von beiden Seiten inzwischen teilweise zugemauert, um Unfälle und Vandalismus zu vermeiden. Die Brücke über die Schiltach an der Sommerwiese ist im Original mit Gleis erhalten, aber ungepflegt. Das Bahnwärterhaus ist privat bewohnt, die ehemalige Bahnhofsgaststätte heruntergekommen und momentan unbenutzt.
Zwischen Hinterlehengericht und Schramberg verläuft ein Bahntrassenradweg auf der früheren Strecke.

## Reaktivierungspläne im Herbst 2021
Die Reaktivierung der Strecke Schiltach–Schramberg wurde immer wieder diskutiert. Der Schwarzwälder Bote berichtete im September 2021, dass der Geograph Christophe Neff die Reaktivierung befürwortet. Nur durch eine Reaktivierung von Strecken wie Schiltach–Schramberg sei eine „klimaneutrale Verkehrswende“ zu schaffen. Im November legte der Bahnexperte Armin Fenske in der Neuen Rottweiler Zeitung eine detaillierte Studie zur Reaktivierung vor. Diese Studie wird inzwischen in der Lokal- und Regionalpolitik diskutiert.
Obwohl die Bahnstrecke seit 1992 entwidmet ist, genehmigte das Landesverkehrsministerium im April 2022 einen Antrag des Landkreises Rottweil nach Bezuschussung einer Machbarkeitsstudie. Ein Angebot zur Durchführung seitens einer Karlsruher Firma wurde bei Stimmengleichheit vom Kreistag aber nicht angenommen. Ein neuer Anlauf der Stadt Schramberg auf Bezuschussung wurde vom Verkehrsministerium dann aber wegen abgelaufener Antragsfrist abgelehnt.